# فرودگاه بین‌المللی اوکلند

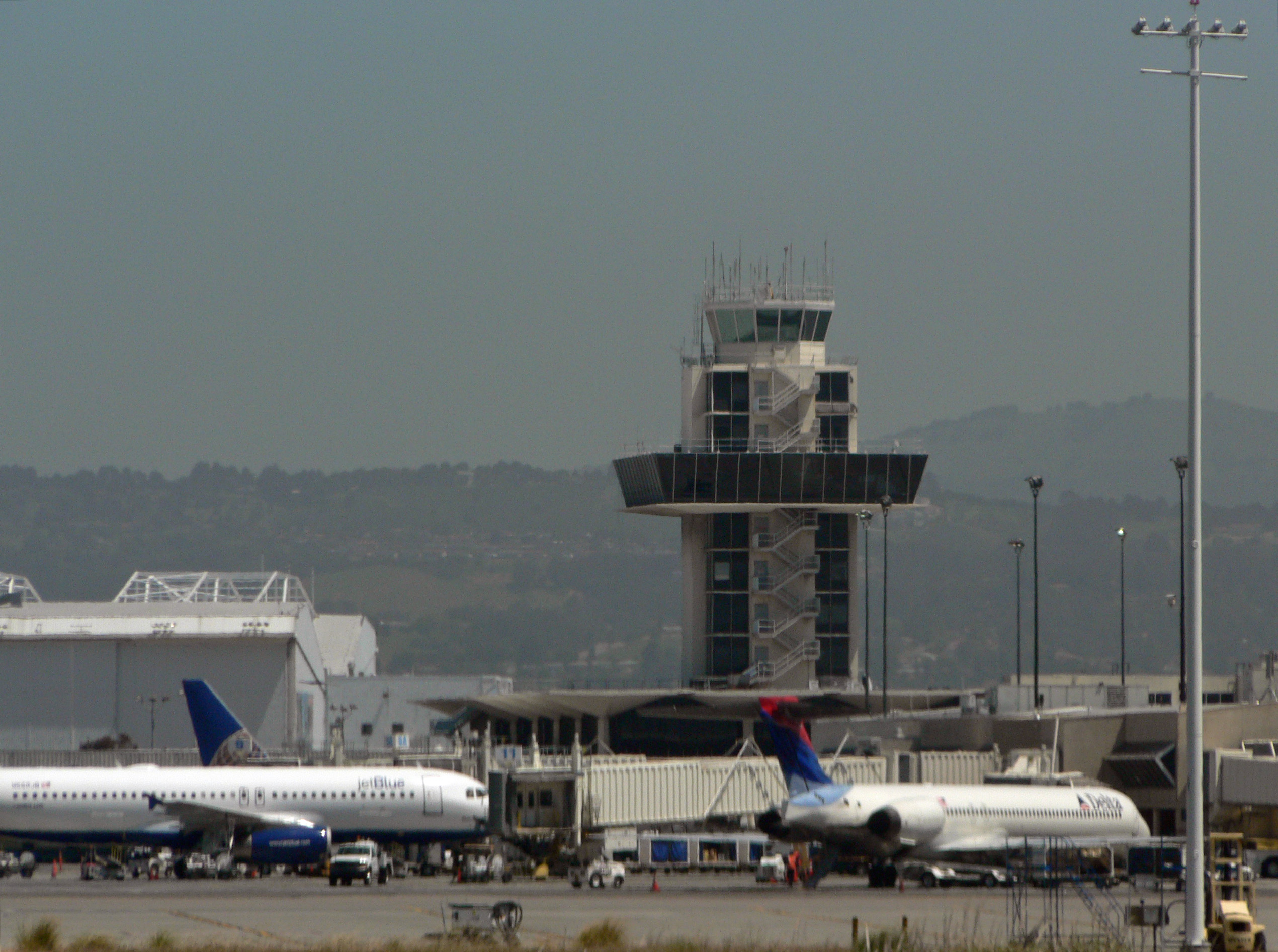
نمایی از فرودگاه

فرودگاه بین‌المللی اوکلند (به انگلیسی: Oakland International Airport) فرودگاهی بین‌المللی است که در شهر اوکلند در ایالت کالیفرنیا واقع شده و از پر رفت‌وآمدترین فرودگاه‌های آمریکا می‌باشد.